# Чапля китайська
Чапля китайська (Ardeola bacchus) — вид пеліканоподібних птахів родини чаплевих (Ardeidae).

## Поширення
Вид поширений на мілководних і солончакових болотах та водоймах у субтропічній Східній Азії, переважно в Китаї та Японії. Частина популяції, що проживає в південних регіонах гніздового ареалу, осіла або рухається на короткі відстані; решта зимує на Андаманських островах, Малайському півострові, Індокитаї, Борнео і Суматрі, а далі на північний схід до архіпелагу Рюкю.

## Опис
Довжина тіла приблизно 42–52 см; маса 280—332 г; розмах крил 75–90 см. У шлюбному оперенні має темно-червоні голову і шию, блакитну спину та білі крила. хвіст і нижню частину. У позашлюбний період набуває сіро-коричневого забарвлення з білим черевом. Дзьоб жовтий з чорним кінчиком, має зелені очі та ноги.

## Спосіб життя
Харчується різними видами риб, ракоподібними та комахами.